# 9,10-difenylantraceen
9,10-difenylantraceen is een polycyclische aromatische koolwaterstof met als brutoformule C26H18. De stof wordt gebruikt voor chemoluminescentie in bijvoorbeeld lightsticks. Het zendt in aangeslagen toestand een blauw licht uit. 9,10-difenylantraceen is een organische halfgeleider en wordt ook gebruikt in blauwe organische LEDs.